# Calcitro
Calcitronidae
Famille
Genre
Calcitro, unique représentant de la famille des Calcitronidae, est un genre fossile de schizomides.

## Distribution
Les espèces de ce genre ont été découvertes aux États-Unis et en Chine. Elles datent du Cénozoïque.

## Liste des espèces
Selon Schizomids of the World (version 1.0) :
- † Calcitro fisheri Petrunkevitch, 1945 du Pliocène d'Arizona aux États-Unis
- † Calcitro oplonis Lin, 1988 de l'Oligocène du Shandong en Chine

## Publication originale
- Petrunkevitch, 1945 : Calcitro fisheri-A new fossil Arachnid. American Journal of Science, vol. 243, no 6, p. 320-329 (en).